# Merier
Merja eller merier var en finsk-ugrisk folkegruppr i Rusland i vikingetiden. Merya omtales i Nestorkrøniken som en af de stammer, som gik sammen med slaverne, krivitjerne, tjuderne og vepserne og tilkaldte Rurik og hans væringer.
De ældste oplysninger om merierne stammer fra 551. Kronikøren Jordanes omtaler dem som Merens i forbindelse med, at han nævner alle folkeslag, som lød under den gotiske konge Ermanarik. Mere detaljeret skildres merierna og deres bosættelsesområder i Nestorkrøniken, hvor navnet Merja anvendes og nævnes allerede i indledningen.
Ifølge Gyula Décsy var merier et fremmed folk, som betalte skat til russerne. De havde et eget sprog. Han støtter sig hovedsagelig på Nestorkrøniken. Det fremgår, at merierne var Rostovs første indbyggere. Deres hersker var fyrst Rurik. Ifølge samme kilde deltog de i 882 i fyrst Olegs kampe ved Dnepr og 907 i hærtoget mod Konstantinopel. Det er tillige sidste gang, de omtales.
Af Nestorkrønikens beskrivelse fremgår ret klart udstrækningen af meriernes daværende bosættelsesområder "ved Rostovsjön". De har været muromernes, mariernes og mordvinernes nærmeste naboer. Man har ment at direkte sprogslægtskab har foreligget mellem merierne og marierne. Ingen spor af deres sprog har dog bevaret.